# John Braine
John Gerard Braine (Bradford, 13 april 1922 – Londen, 28 oktober 1986) was een Engels romanschrijver.
Braine bezocht de St. Bede's Grammar School in Bradford. Hij verliet de school op zestienjarige leeftijd en had vervolgens een aantal verschillende banen. Na de Tweede Wereldoorlog volgde hij een opleiding voor bibliothecaris en dat beroep oefende hij uit toen hij in de jaren 50 begon te schrijven. Hij wordt gerekend tot de zogeheten Angry Young Men, die in de jaren 50 en 60 furore maakten.
Hoewel Braine twaalf romans schreef, is hij vooral bekend gebleven door zijn eerste werk, Room at the Top, dat verscheen in 1957. Het verhaal werd in 1959 verfilmd onder regie van Jack Clayton en met Laurence Harvey en Simone Signoret in de hoofdrollen. Over het leven van de ambitieuze hoofdfiguur Joe Lampton schreef Braine een vervolg onder de titel Life at the Top.

### Fictie
- Room at the Top, 1957 (Ned. vert.: Plaats aan de top. Leiden: Sijthoff, 1959)
- The Vodi, 1959
- Life at the Top, 1962
- The Jealous God, 1964 (Ned. vert.: De jaloerse god. Leiden: Sijthoff, 1965)
- The Crying Game, 1968
- Stay With Me Till Morning, 1970
- The Queen Of A Distant Country, 1972
- The Pious Agent, 1975
- Waiting for Sheila, 1976
- One And Last Love, 1981
- The Two Of Us, 1984
- These Golden Days, 1985

### Non-fictie
- Writing a Novel, 1974
- J.B. Priestley, 1978

- Bibsys: 90069958
- Bibliothèque nationale de France: cb12381753c (data)
- CiNii: DA0210209X
- Gemeinsame Normdatei: 118673025
- International Standard Name Identifier: 0000 0001 0870 5927
- Library of Congress Control Number: n79091892
- Nationale Bibliotheek van Letland: 000002090
- Bibliotheek van het Japanse parlement: 00434159
- Nationale Bibliotheek van Tsjechië: ola2002153759
- Nationale Bibliotheek van Israël: 987007290810005171
- Nederlandse Thesaurus van Auteursnamen: 068980043
- LIBRIS: 233977
- SNAC: w6kh1d2h
- Système universitaire de documentation: 032872089
- Virtual International Authority File: 12389410
- WorldCat: E39PBJtcJqK3RypryGYFdKGvHC